# Ryszard Podlas
Ryszard Podlas, född den 29 juli 1954 i Białobrzegi, Polen, är en polsk friidrottare inom kortdistanslöpning.
Han tog OS-silver på 400 meters-stafetten vid friidrottstävlingarna 1976 i Montréal. 